# Pterostichus tulobalu
Pterostichus tulobalu is een keversoort uit de familie van de loopkevers (Carabidae). De wetenschappelijke naam van de soort werd voor het eerst geldig gepubliceerd in 2009 door Joachim Schmidt.